# Stara Gora, Mirna
Stara Gora este o localitate din comuna Mirna, Slovenia, cu o populație de 43 de locuitori.